# Gabriel von Max
Gabriel Cornelius Ritter von Max  (Prága, 1840.augusztus 23. — München, 1915. november 24.) cseh származású német festő és illusztrátor. Corneille Max és Colombo Max festőművészek apja, Heinrich Max festőművész testvére, Benczúr Gyula festőművész sógora, Benczúr Ida festőművész nagybátyja.

## Életpályája
Apja Joseph Max (1803–1854) szobrászművész volt Prágában, Gabriel von Max először az ő műhelyében tanult, majd a prágai és a bécsi képzőművészeti akadémián, végül a müncheni akadémián Karl von Piloty tanítványaként működött. Fejlett festői kultúrát sajátított el, Paul Delaroche párizsi festő is nagy hatással volt az ő művészetére. Max igen egyéni témákat választott, a testi és a lelki szenvedést, a bűnözést, a jóslást, amelyek abban az időszakban meghökkentőek voltak, s a szenzáció erejével hatottak. Nagyon népszerűek voltak figurális kompozíciói. Kitűnt az állatábrázolás terén is.
Késő romantikus stílusban Ludwig Uhland verseihez, Christoph Martin Wieland Oberonjához, továbbá mesékhez, népdalokhoz kiváló illusztrációkat készített.
Két festményét őrzi a budapesti Szépművészeti Múzeum.

## Műveiből
- A gyermekgyilkos nő (Kunsthalle, Hamburg)
- Krisztus beteg gyermeket gyógyít (Nationalgalerie, Berlin)
- A prevorsti látnoknő (Rudolfinum, Prága)
- Katharina Maria Emmerich (Neue Pinakothek, München)

## Galéria

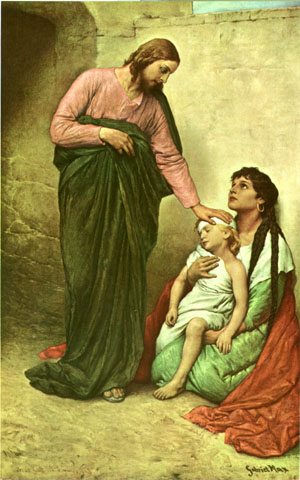
Krisztus beteg gyermeket gyógyít
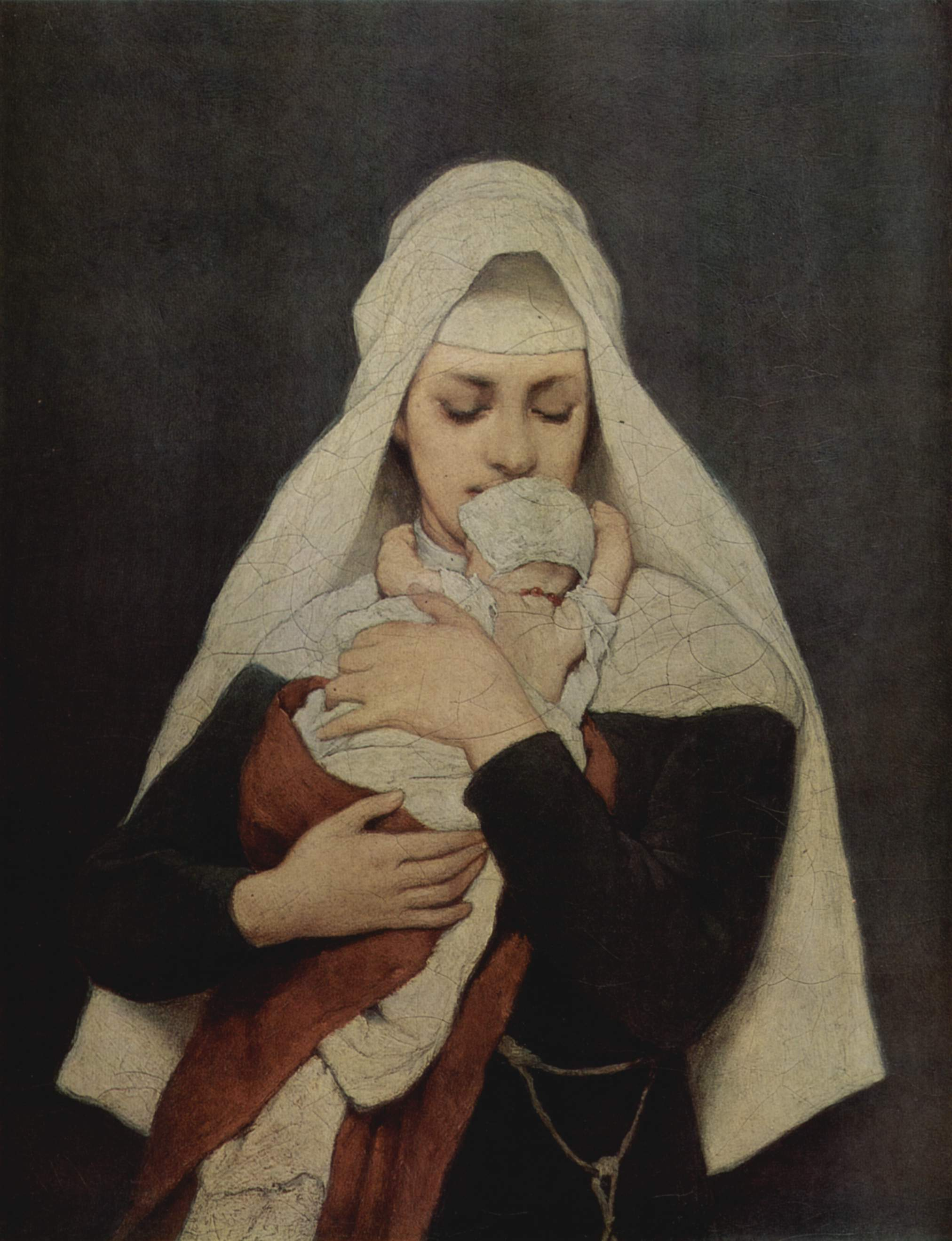
Lelencgyermek apácával
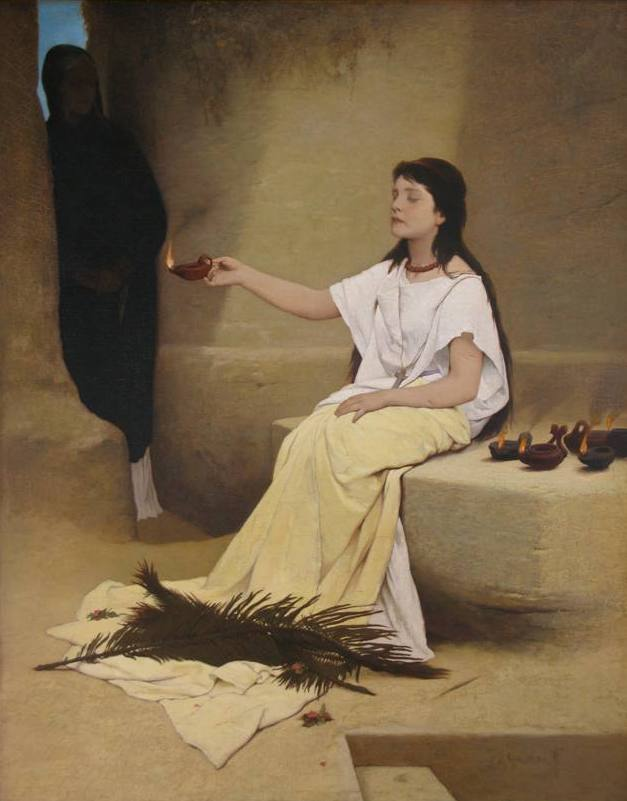
Éjszaka
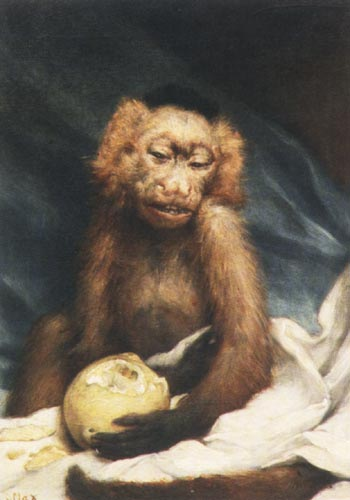
Savanyú tapasztalatok (majom citrommal)